# Csíkos tisztogató garnéla
A csíkos tisztogató garnéla (Lysmata amboinensis) a felsőbbrendű rákok (Malacostraca) osztályának tízlábú rákok (Decapoda) rendjébe, ezen belül a Lysmatidae családjába tartozó faj.

## Előfordulása
A csíkos tisztogató garnéla előfordulási területe a Vörös-tengertől és a Perzsa-öböltől délre, Mozambik és Madagaszkár mentéig, valamint keletre az egész Indiai-óceánon keresztül, egészen a Csendes-óceánban lévő Francia Polinéziáig tart.

## Megjelenése
Ez a rákfaj elérheti az 5-6 centiméteres hosszúságot is. Az alapszíne fehér, de a hátán hosszanti irányban két élénk vörös sáv fut végig. A farka vörös fehér mintázattal. Három pár hosszú csápja van.

## Életmódja
A tengerpart menti korallszirtek lakója, 5-40 méteres mélységek között. Habár kisebb csoportokban is megfigyelték, a csíkos tisztogató garnéla inkább párban él. Mindenevőként egyaránt fogyaszt növényi és állati eredetű táplálékot is. Amint neve is utal rá, a nagytestű halak egyik tisztogatója.

## Szaporodása
A szaporodási időszakban a nőstény 200-500 petét rak, melyeket a hasi tájékán cipel.

## Képek

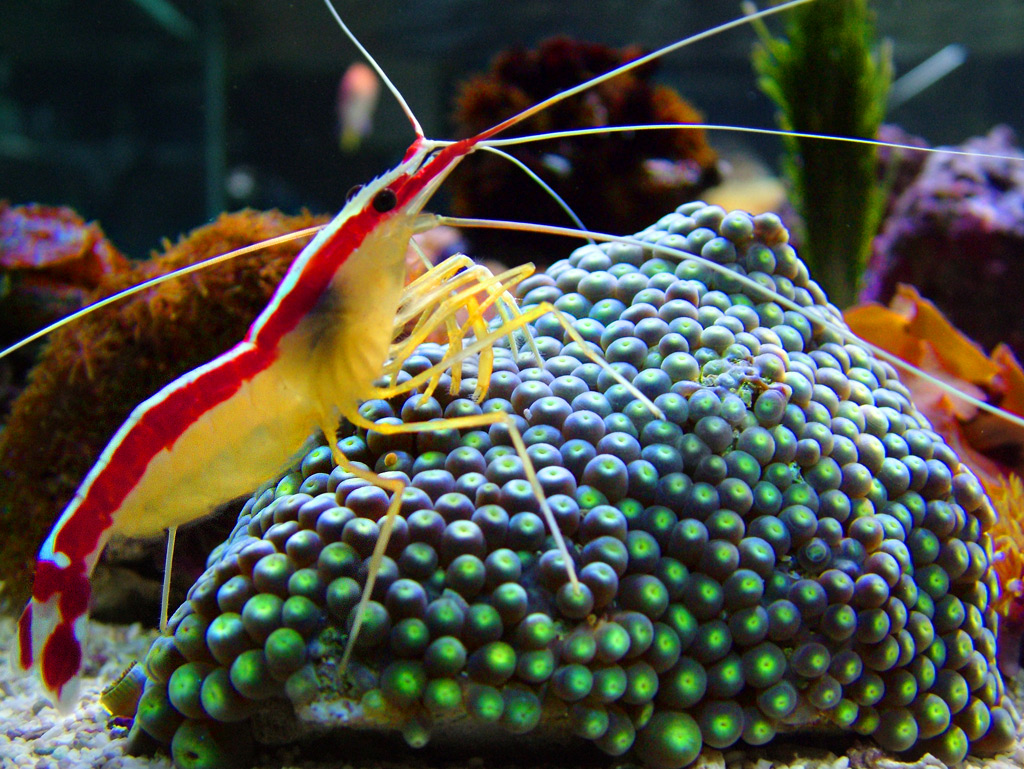
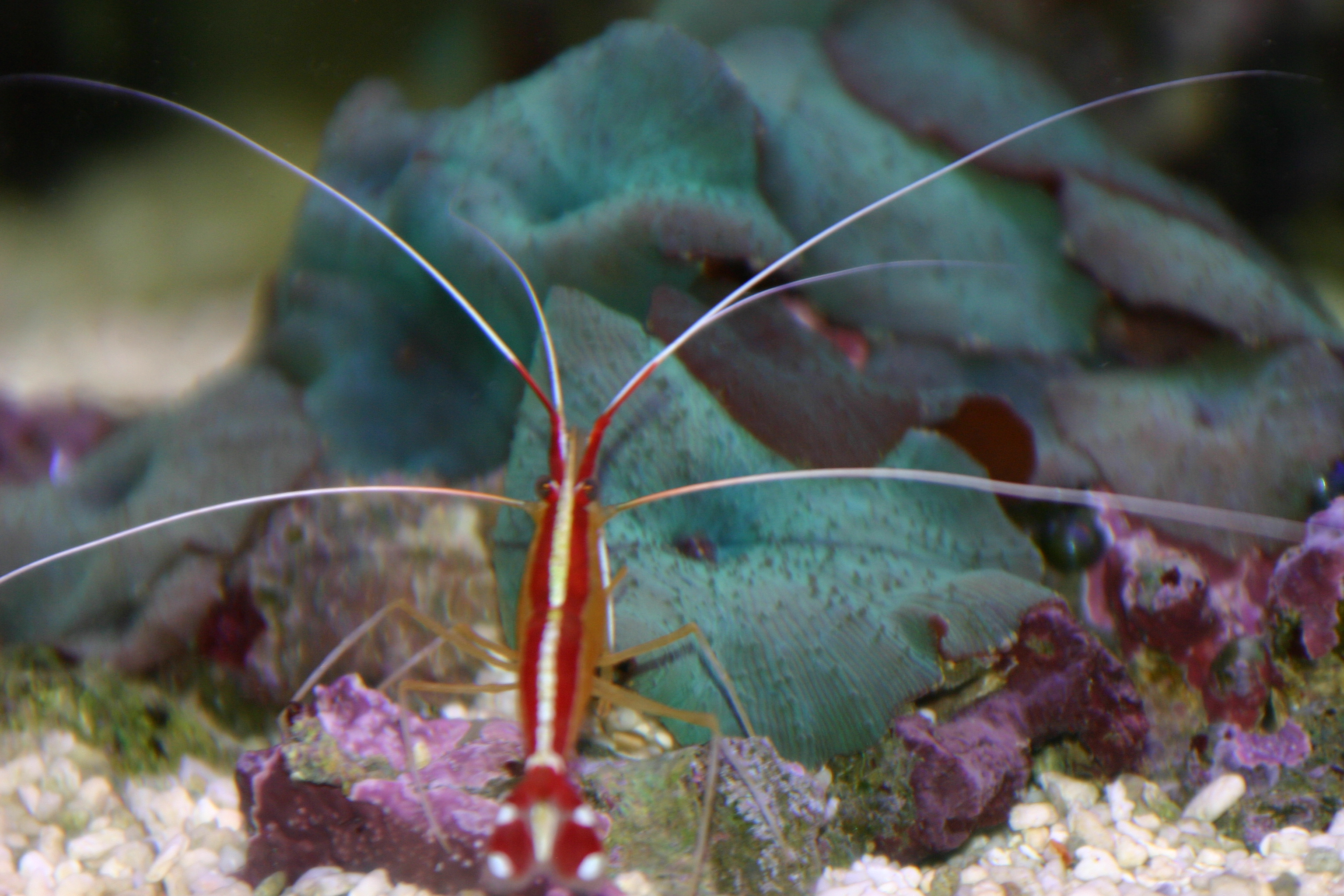
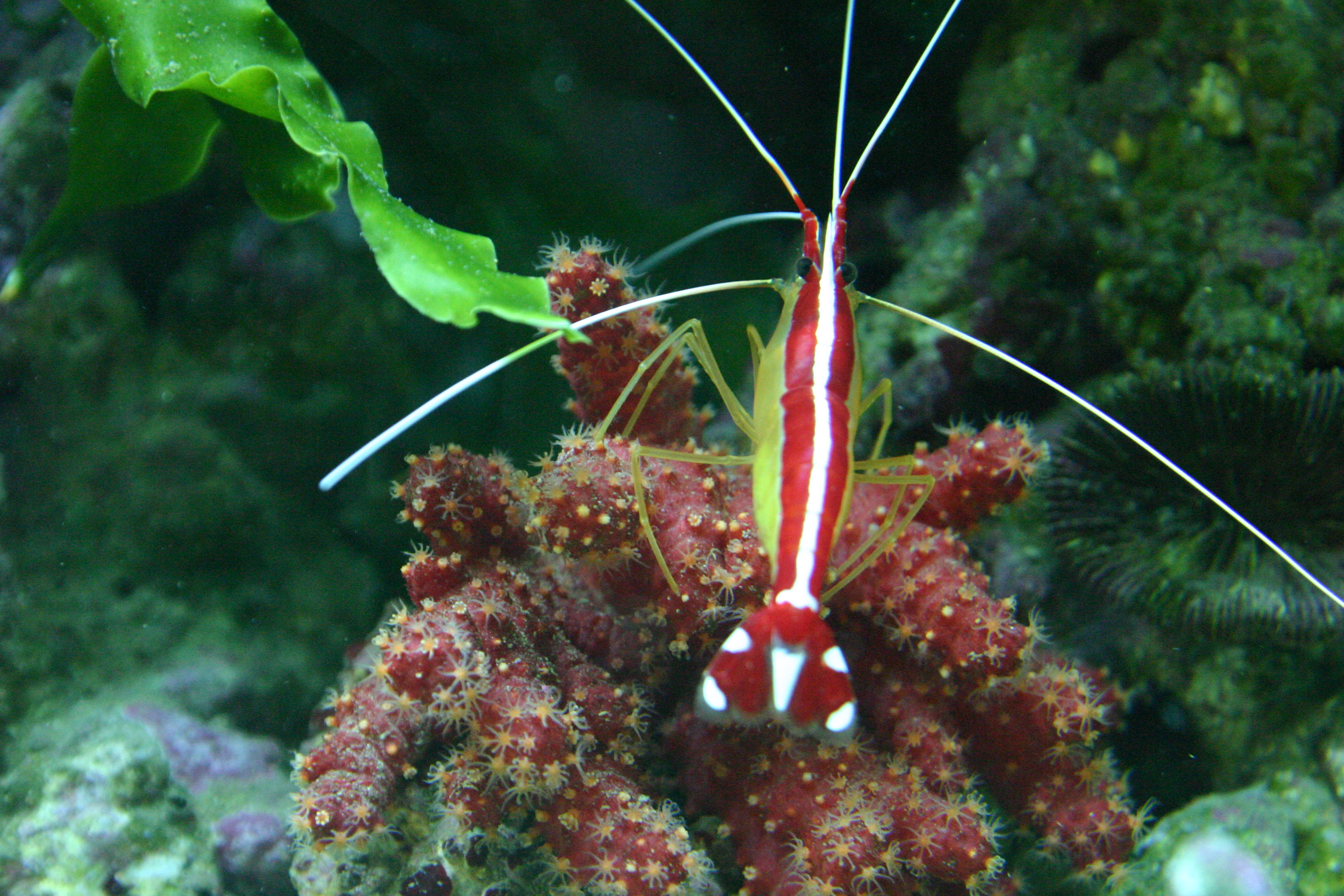
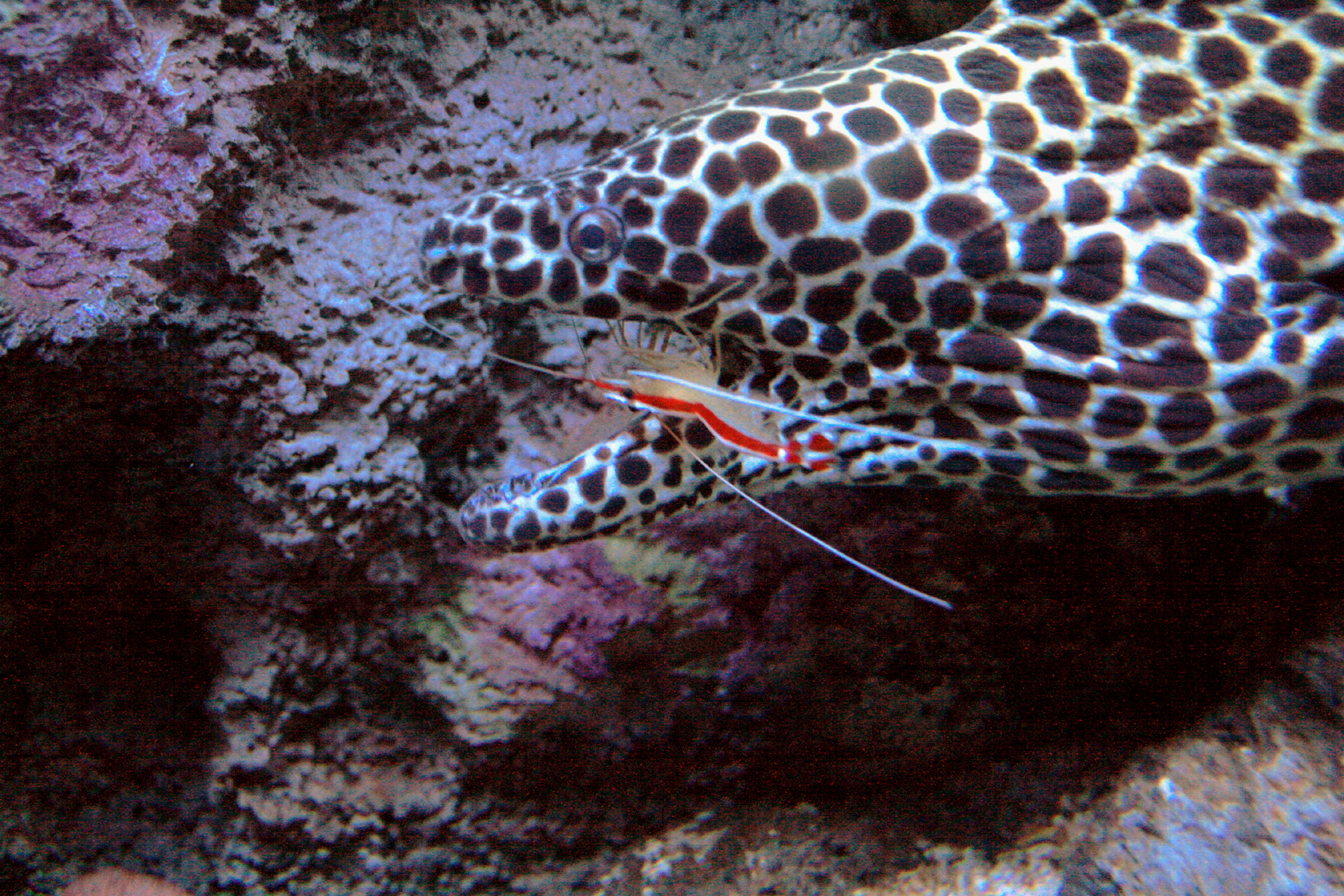
Muréna tisztogatás közben
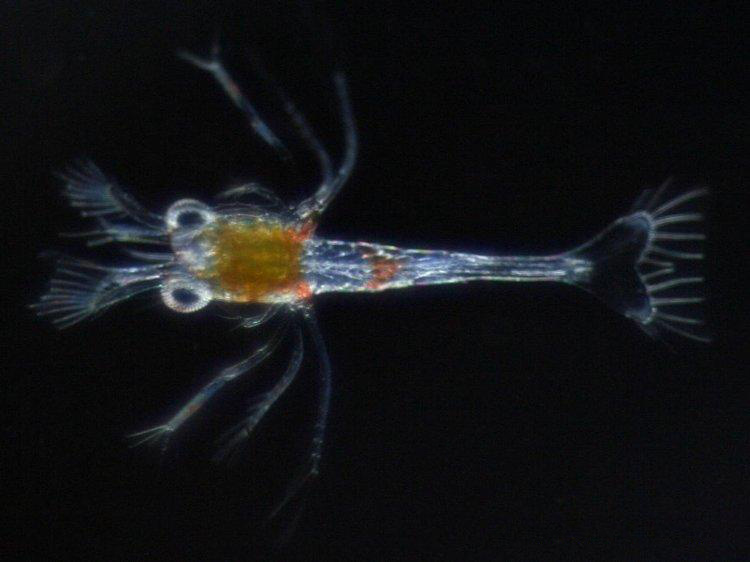
A lárvája